# Сінсіро

Шіншіро́ (яп. 新城市, しんしろし, МФА: [ɕinɕiɾo ɕi̥]?) — місто в Японії, в префектурі Айті. Розташоване в південно-східній частині префектури, на березі річки Тойо.   Виникло на основі прифортового містечка самурайського роду Суґанума, прирічкового порту та постоялого містечка на Східноморському шляху. Отримало статус міста 1958 року. Площа становить 499,00 км². Станом на 1 серпня 2011 року населення складало 49 411  осіб, густота населення — 99 осіб/км².  Основою економіки є сільське господарство, хімічна промисловість, виробництво електротоварів, комерція.  В місті розташовані руїни середньовічних замків, гарячі джерела. 